# Banco de la Reserva Federal de San Francisco, Filial Los Ángeles
El Banco de la Reserva Federal de San Francisco, Filial Los Ángeles es un edificio histórico construido en 1929 en Olympic Boulevard en el Centro de Los Ángeles. 
Fue diseñado por The Parkinsons en un moderno estilo. También se diseñó una estructura adyacente al Banco de la Reserva Federal con filial en Los Ángeles fue diseñado por Dan Dworsky y abrió en los años 1990. El edificio original de 1929 fue listado en 1984 dentro del Registro Nacional de Lugares Históricos.